# Eremogone szowitsii
Eremogone szowitsii är en nejlikväxtart som först beskrevs av Pierre Edmond Boissier, och fick sitt nu gällande namn av Sergei Sergeevich Ikonnikov. Eremogone szowitsii ingår i släktet Eremogone och familjen nejlikväxter. Inga underarter finns listade i Catalogue of Life.